# S:t Pers kyrka, Vadstena

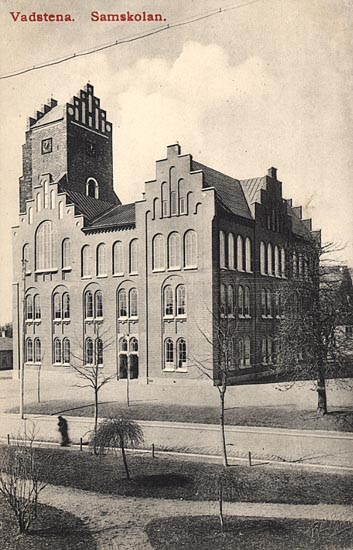
Rödtornet med den sammanbyggda skolan, anno 1911.

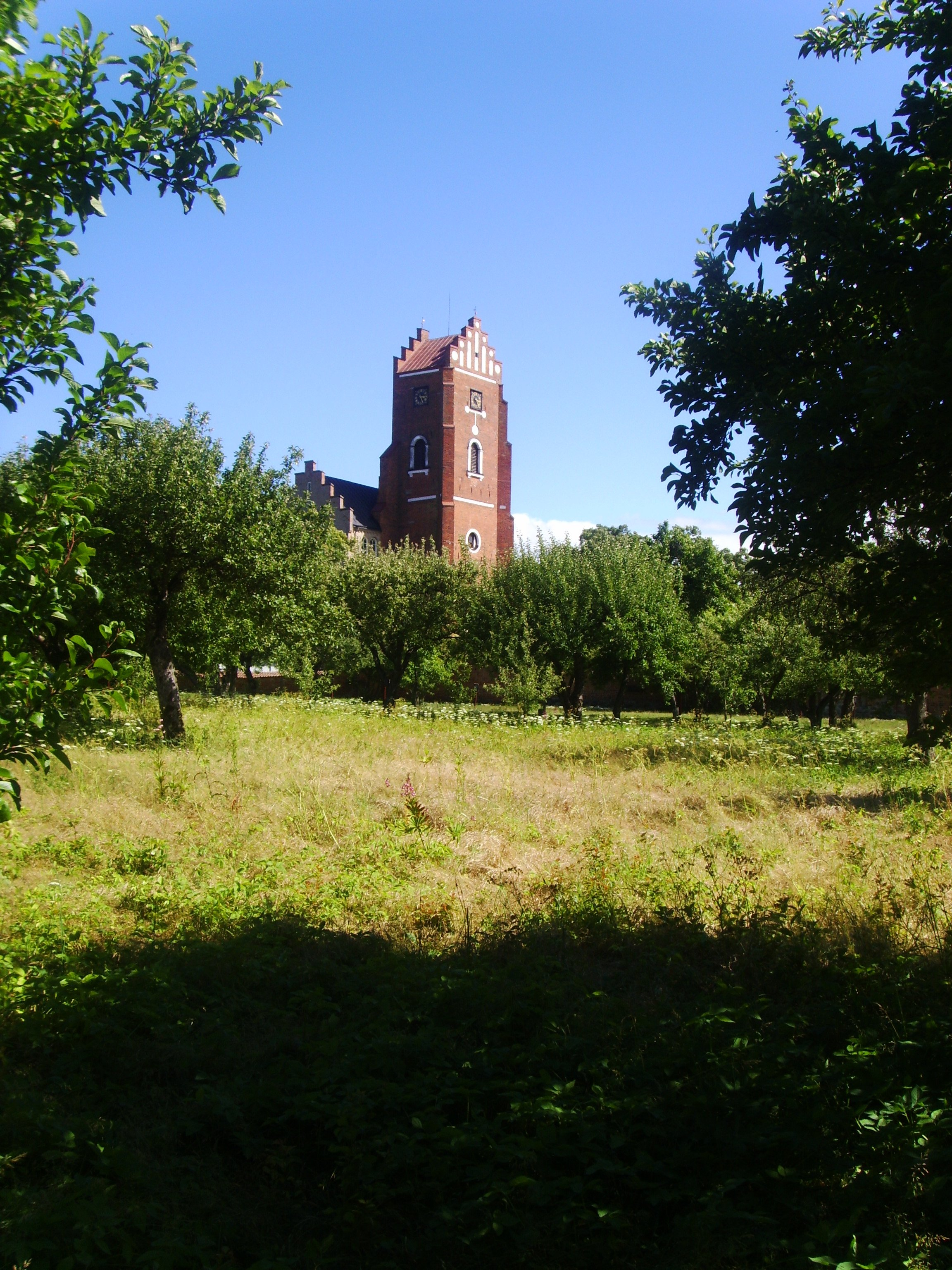
Rödtornet, sett från Vadstena klosters trädgård.

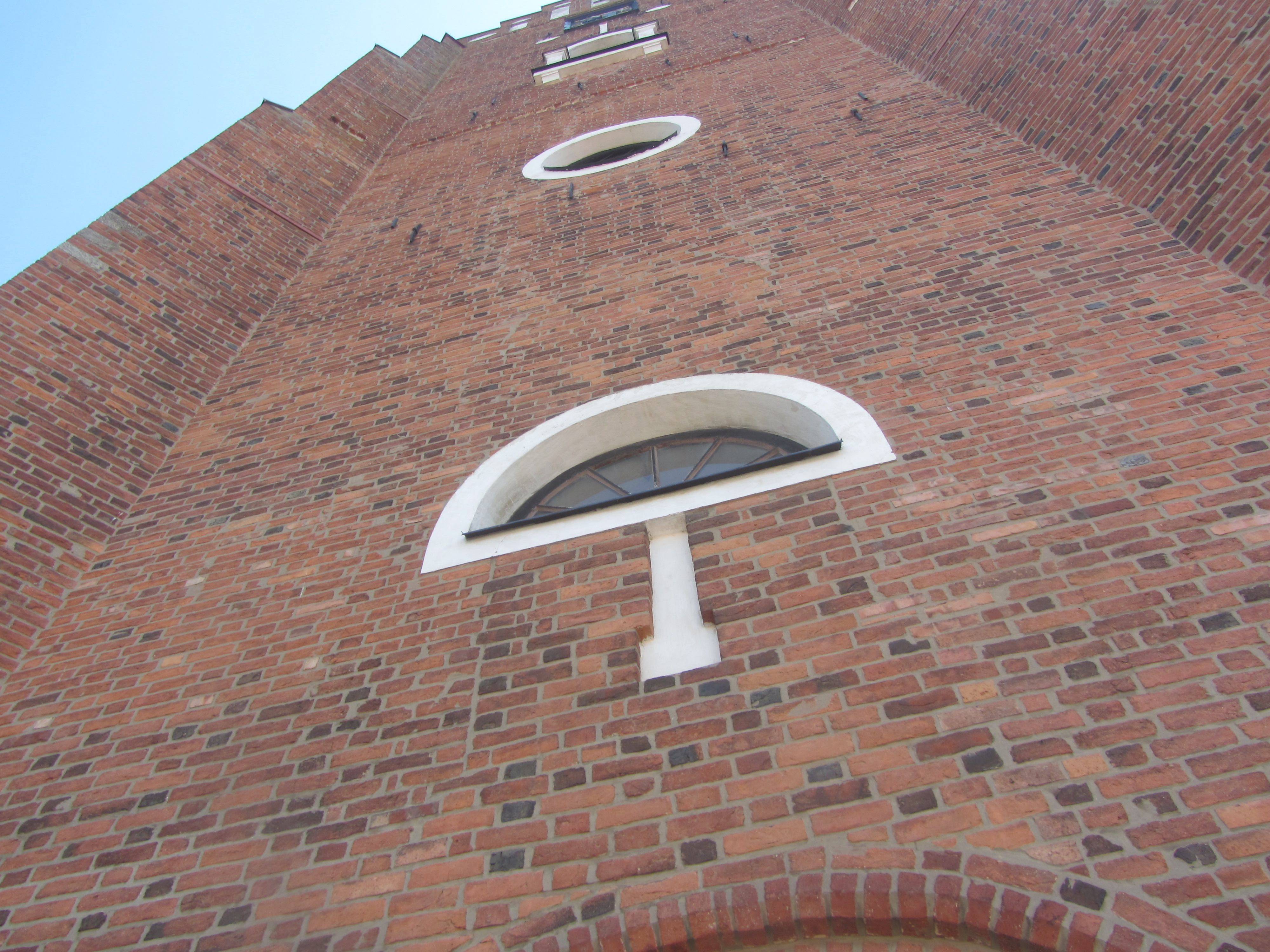
Rödtornets västra fasad på nära håll, där ett par nyklassicistiskt ombyggda fönster syns.

Sankt Pers kyrka i Vadstena, Östergötland, var en stadskyrka helgad åt Sankt Per och byggdes på 1400-talet. Idag återstår enbart klocktornet, kallat Rödtornet.
Tornet är ursprungligen byggt i sengotisk tegelgotik, därav de blinderade trappgavlarna etc. Ljudgluggarna och fönstren är dock ombyggda i nyklassicistisk stil.

## Historik
En ny kyrka ersatte på 1300-talet en romansk stenkyrka från 1100-talet, vars grunder hittades i S:t Pers forna kyrkogård 1956. En del av ett tidigkristet gravmonument (en runristad gravhäll), funnet 2006 på kyrkogården, visar att det funnits en kyrka här redan på 1000-talet. Den var troligtvis uppförd som en privat gårdskyrka till den storgård som föregick Bjälboättens palats och var troligen en träkyrka, kanske en stavkyrka.

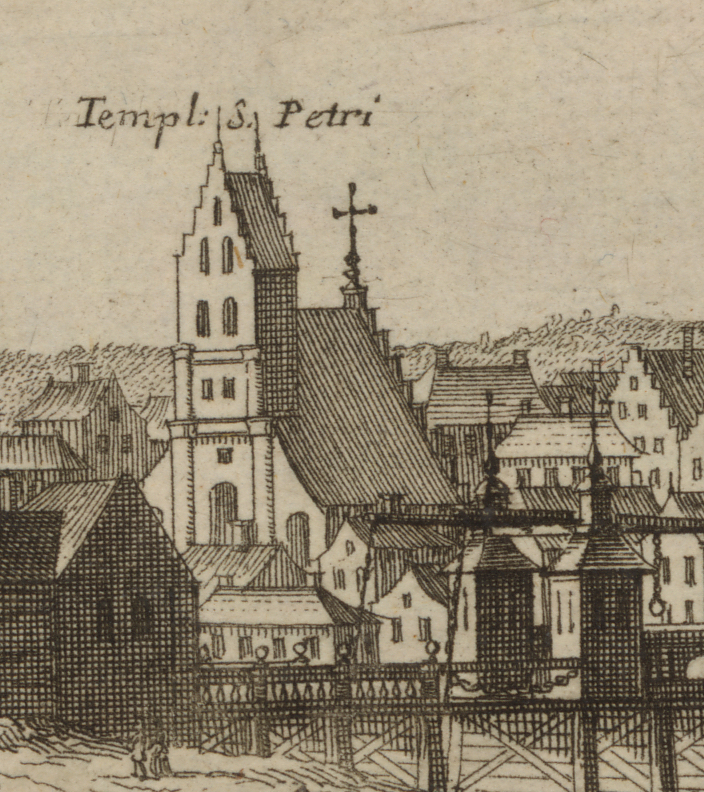
S:t Pers kyrka enligt Suecia Antiqua et Hodierna (1706).

1460 uppfördes Sankt Pers kyrka med det nuvarande tornet i tysk-baltisk tegelgotik efter en stadsbrand 1423. Denna kyrka revs ned 1829–1831 på grund av svåra sättningar i koret. Det tog sin tid eftersom den var en av Sveriges större sengotiska stadskyrkor med sina tre skepp. Kyrkan fick ett rakt avslutat kor år 1576 då kyrkan reparerades på uppdrag av Johan III. Koret blev då längre än tidigare.
Rödtornet behölls eftersom klosterkyrkan, som hade fått funktionen som stadskyrka 1829, saknade klocktorn och saknar så ännu idag. Rödtornet byggdes samman med den nya samrealskola som uppfördes på den rivna kyrkans tomt.

### Kyrkans omnämnande i de äldre hävderna
På 1340-talet omnämns kyrkan för första gången vid namn och två decennier senare även dess sockennamn, men så sent som 1390-talet med binamnet Bondkyrkan, då Vadstena ännu inte hade fått sina stadsprivilegier. Därefter kom den att i folkmun kallas för Rödkyrkan till skillnad mot klosterkyrkan som kallades för Blåkyrkan. Därav även namnet Rödtornet.

## Kyrkans inventarier
I klosterkyrkan kan man hitta smärre inventarier att beskåda, som tidigare beprydde S:t Pers kyrka. Bland annat fragment – målade speglar – av en predikstol som utfördes 1576, samt en stenrelief tillkommen sannolikt på 1400-talet med motiven S:t Per till vänster, jungfru Maria med Jesusbarnet i mitten och Paulus med svärdet till höger. Av kyrkans medeltida kyrksilver försvann mycket redan genom Gustav Vasas konfiskationer och kvarlämnades endast en kalk och pyxis med vikten 4½ lödig mark och 1½ lod. Det Sankt Pers kyrka förlorade var en förgylld monstrans "med glas", en praktpjäs då den vägde 23½ lödig mark och 4 lod; en förgylld monstrans med vikten 6½ lödig mark och 4 lod; ett korelleband (radband?) med vikten 1 lödig mark och 4 lod; 13 stycken små ströningar, samt oförgyllt silver med vikten 15½ lödig mark och 2 lod.
Kyrkans predikstol från 1600-talet samt två herremansbänkar ses numera i Vadstena slotts kapell. 

### Orgel
- I slutet av 1690-talet fick kyrkan en orgel som var byggd av den i Västsverige verksamme orgelbyggaren Magnus Åhrman. Orgeln hade 14 stämmor. 1758 såldes man det gamla orgelverket till organisten och orgelbyggaren Gustaf Lagergren i Kimstad som 1764 satte upp delar av den i Bo kyrka i Närke
- 1760 ersattes den med en ny orgel byggd av Jonas Wistenius i Linköping. Den övre oktaven är bihängd av manualerna. Vid kyrkans rivning såldes Wisteniusorgeln till Väderstads kyrka. Ingen av orglarna från S:t Pers kyrka finns bevarad idag.[6]

| Manual            | Pedal        |
| Kvintadena 16'    | Gedackt 16'  |
| Gedack 8'         | Principal 8' |
| Kvintadena 8' B/D | Gedackt 8'   |
| Principal 4' B/D  | Oktava 4'    |
| Gedackt 4'        | Mixtur IIII  |
| Flöjt 4'          | Trumpet 16'  |
| Kvint 3'          | Trumpet 8'   |
| Oktava 2'         |              |
| Spetsflöjt 2'     |              |
| Rauskvint II      |              |
| Mixtur IIII       |              |
| Trumpet 8' B/D    |              |
| Trumpet 4' B      |              |
| Vox humana        |              |